# Cox Island, Nunavut
Cox Island är en ö i Kanada.   Den ligger i territoriet Nunavut, i den östra delen av landet, 1 500 km norr om huvudstaden Ottawa. Arean är 12,6 kvadratkilometer.
Terrängen på Cox Island är mycket platt. Öns högsta punkt är 53 meter över havet. Den sträcker sig 6,9 kilometer i nord-sydlig riktning, och 5,0 kilometer i öst-västlig riktning.
Trakten runt Cox Island är nära nog obefolkad, med mindre än två invånare per kvadratkilometer.